# Václav Vodička
Václav Vodička (auch Wenceslaus Wodiczka bzw. Wenzeslaus Wodiczka; * um 1715 in Böhmen; † 1774 in München) war ein böhmischer Violinist und Komponist.

## Leben und Werk
Vodicka lebte mehrere Jahre als Violinist, Violinlehrer und Musikdrucker in Paris. Hier wurde ihm ein Druckprivilegium erteilt. 1745 wurde er Konzertmeister der Hofkapelle in München.
In seinen gedruckten Violin- und Flötensonaten gibt er dem italienischen Sonatenschema eine hoch persönliche Note. Noch bedeutender sind seine 35 handschriftlich überlieferten Symphonien sowie die beiden Konzerte für Flöte und das Konzert für Violine.
Václav Vodička wird zuweilen mit Franz Xaver Woschitka verwechselt.

### Werke mit Opuszahl
- Op. 1: Sei Sonate a Violino solo e Basso (Paris, 1739)
- Op. 2: Huit Sonates pour le Violon et la Basse dont il y en a quatre pour la Flûte traversiere (Paris, um 1742–1745)